# Traunsteinera
Traunsteinera là một chi phong lan trong họ Orchidaceae.

## Hình ảnh

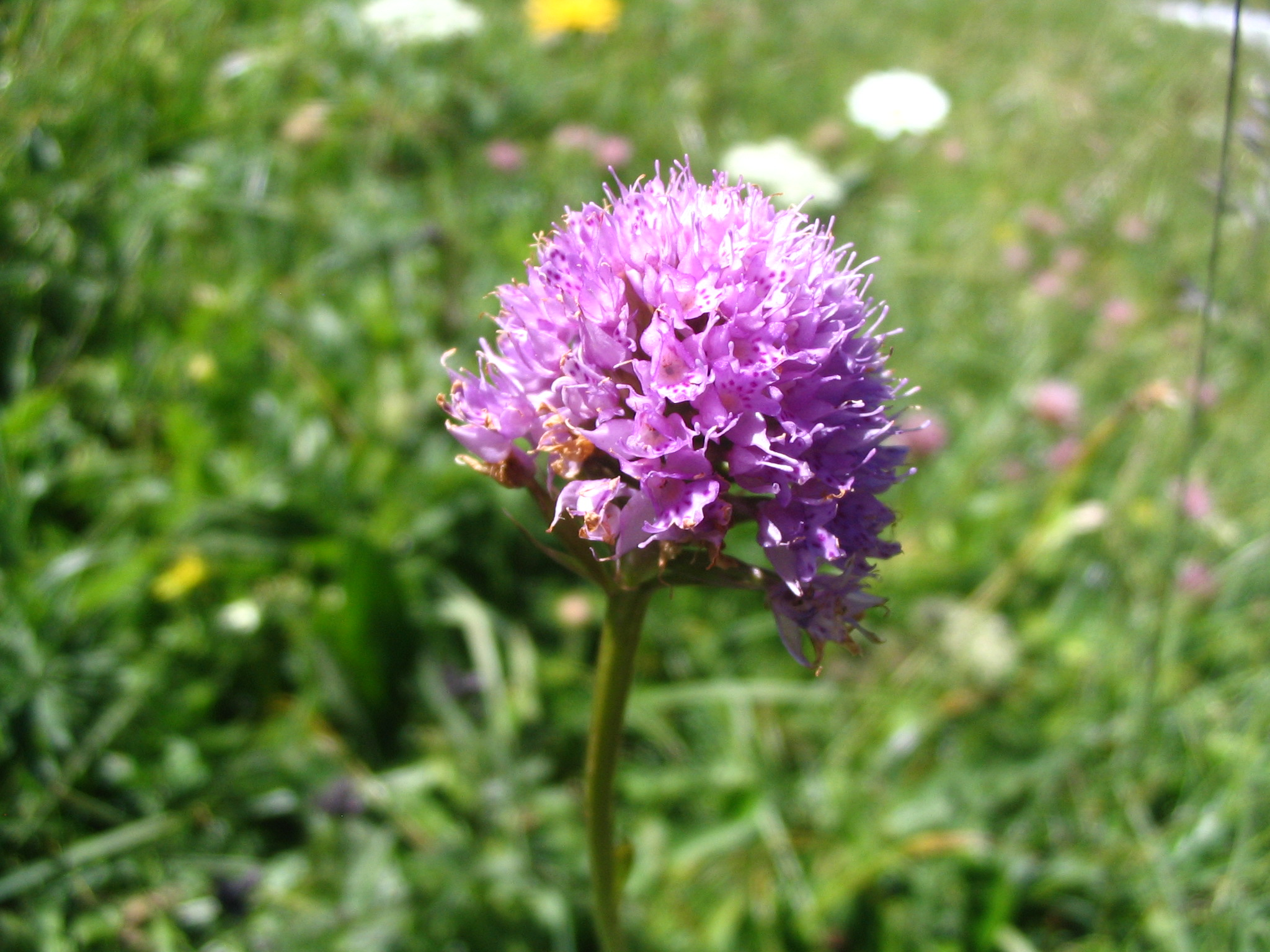
T. globosa
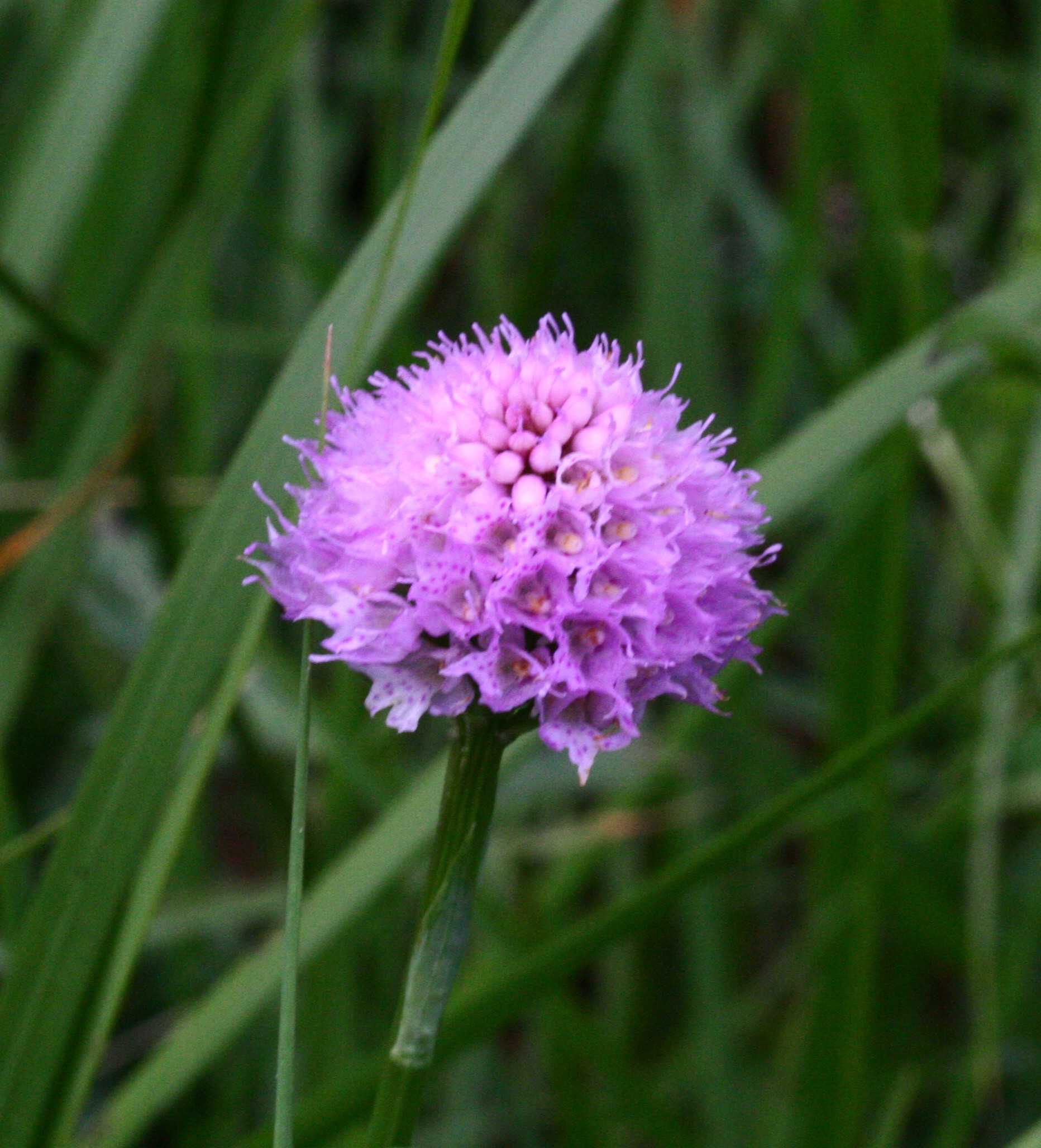
T. globosa
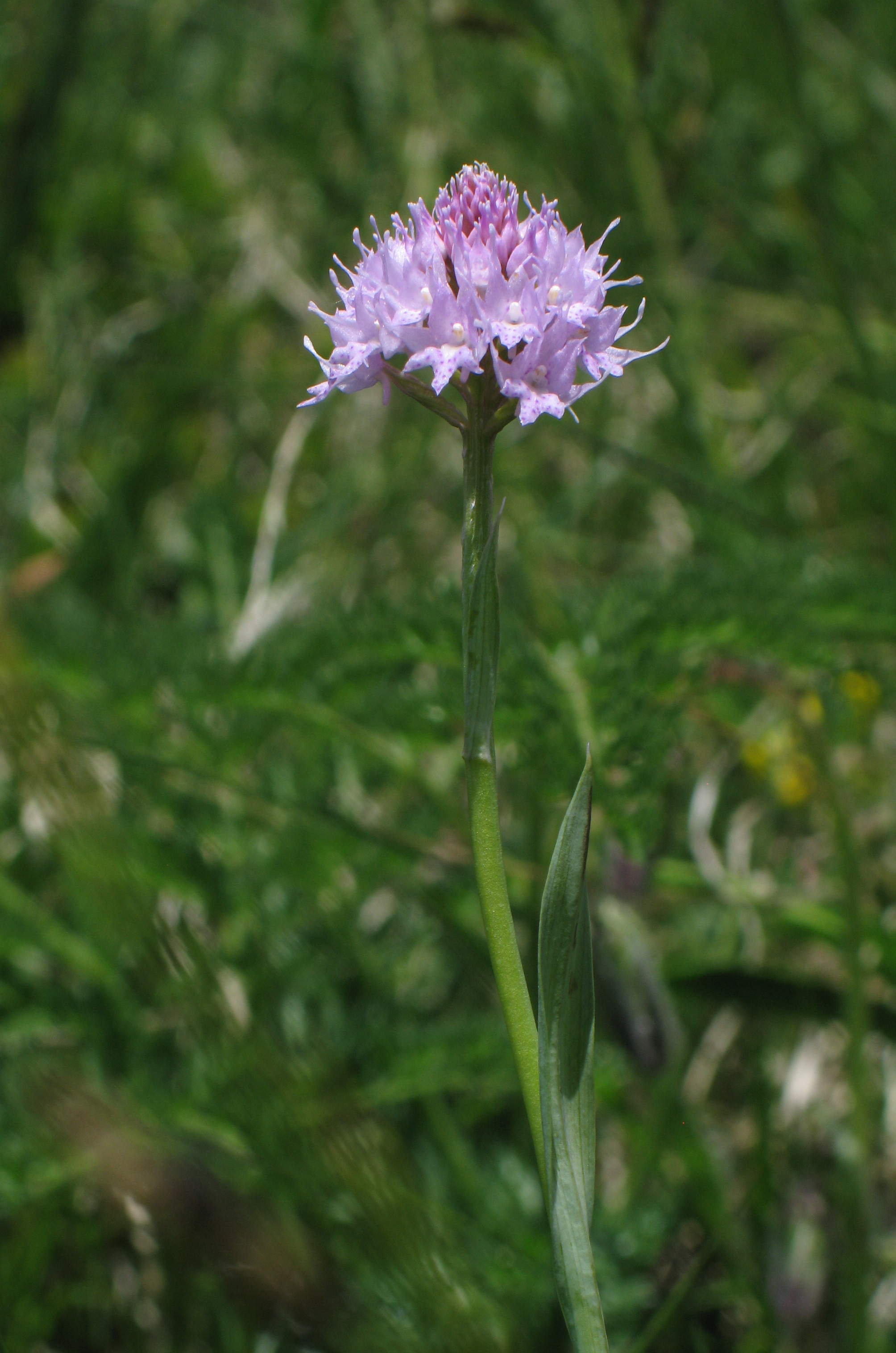
T. globosa
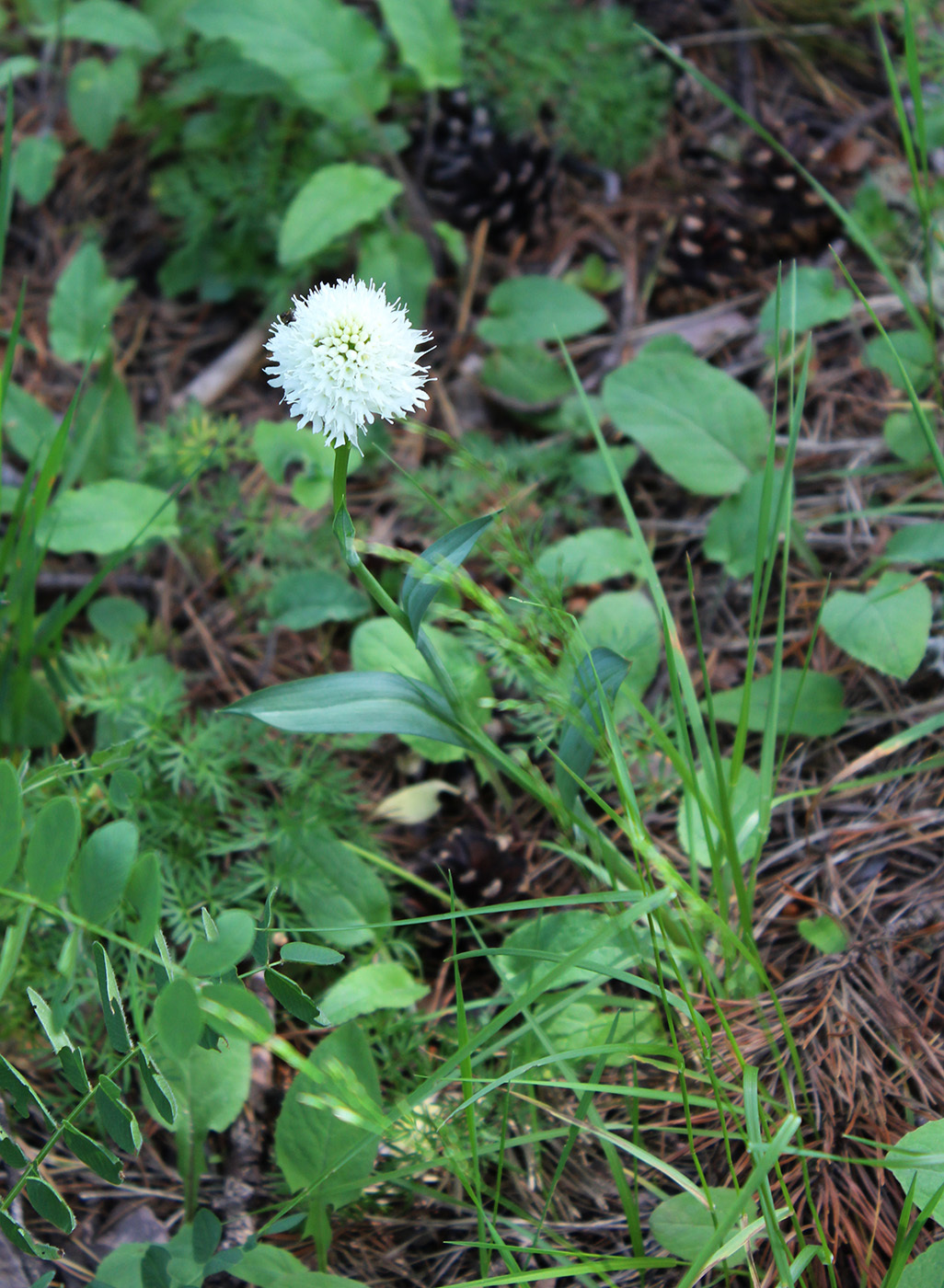
T. sphaerica